# Vergeet nooit te dromen
Vergeet nooit te dromen is een privaat maar voor iedereen zichtbaar artistiek kunstwerk in Amsterdam-Oost.

## Geschiedenis
In Amsterdam-Oost is sinds 1898 het Onze Lieve Vrouwe Gasthuis gevestigd in de rechthoek Eerste Oosterparkstraat (voormalige hoofdingang), 's-Gravesandestraat (hoofdingang), 's-Gravesandeplein (ingang parkeren), Ruyschstraat (deels vernoemd naar botanicus, medicus Frederik Ruysch) en Camperstraat (vernoemd naar medicus Petrus Camper). Binnen het complex wordt er sinds de oplevering gebouwd, afgebroken en weer gebouwd etc. om aan de steeds veranderende eisen te (blijven) voldoen. In al die jaren is er een sta-in-de-weg in de vorm van een schoorsteen, die vooral te zien is vanaf genoemd plein. Deze schoorsteen stond een tijdje alleen blikvanger te zijn totdat ze grotendeels afgeschermd werd door een hoog gebouw.   Vanuit die relatieve nieuwbouw kijken patiënten en medisch personeel al jaren tegen de stapel bakstenen aan en vonden dat die wel opgefleurd kon worden. De directie en het Amsterdamse Fonds voor de Kunsten kregen het voor elkaar om de schoorsteen te voorzien van een beeltenis van de (kelken van de) lampionplant, erkend leverancier van grondstoffen voor medicijnen. Kunstenaar Iris le Rütte, toch al vertegenwoordigd in het ziekenhuis (op de meeste vreemde plekken duiken afgebeelde dieren op ter opvrolijking van kinderen) kwam daarmee, nadat een eerder ontwerp met klimmende eekhoorns was afgevallen.

## Plaatsing
Het was nog een hele toer om het kunstwerk op de achtendertig meter hoge schoorsteen te krijgen. Om die schoorsteen te kunnen benaderen moest de in- en uitgang van de ambulances enige tijd afgesloten worden. Vandaar dat er werd gekozen voor de rustige zomerperiode; de installateur plaatste normaliter lichtreclames. Er was geen rekening gehouden met de wind rondom deze schoorsteen (tot windkracht 6 aan toe); plaatsing werd nog een moeilijk karwei. De lampionplant is niet direct op de schoorsteen geplaatst, maar op een kleine afstand en zou bestendig moeten zijn tegen windkracht 12. De bladeren worden bij duisternis verlicht.